# Jenseits von Klein Wanzleben
Jenseits von Klein Wanzleben ist ein DDR-Dokumentarfilm des Regisseurs Andreas Dresen. Seine Uraufführung hatte der von der Hochschule für Film und Fernsehen „Konrad Wolf“ zusammen mit dem Fernsehen der DDR produzierte Film bei der Internationalen Leipziger Dokumentar- und Kurzfilmwoche für Kino und Fernsehen 1989.

## Inhalt
Der Dokumentarfilm beobachtet den Alltag einer Sozialistischen Brigade aus der DDR, die südlich des Äquators Entwicklungshilfe leistet und junge Afrikaner in Handwerksberufen ausbildet.
Brigadeleiter Ronald, Bewohner des Dorfes Klein Wanzleben, wird zusammen mit fünf anderen FDJlern zu einer „Brigade der Freundschaft“ nach Mashayamombe in Simbabwe delegiert. Die drei jungen Familien begeben sich samt Wohnungseinrichtung nach Afrika. Das Aufeinandertreffen zweier Kulturen aus verschiedenen Welten und die Absurditäten des Alltags bergen eine gewisse Komik in sich.

## Entstehung
Der Film ist ein Auftragswerk des Zentralrats der Freien Deutschen Jugend (FDJ). Andreas Dresen drehte ihn als Student an der Hochschule für Film und Fernsehen „Konrad Wolf“ als Diplomfilm im 16-mm-Format. Da der Auftraggeber jedoch mit dem ironischen Unterton des Films nicht zufrieden war, schienen die weiteren Arbeiten am Film infrage gestellt. Erst durch den Einsatz von Dresens Hochschulrektor Lothar Bisky konnte der Film fertiggestellt werden.

## Kritiken
„Die […] Entlarvung der Horror-Welt von gehäkelten Spitzendeckchen, ordentlichen Tischmanieren und mit Handkantenschlag disziplinierten Sofakissen macht den Film zur bitterbösen Farce und Andreas Dresen zum John Waters von Potsdam.“

„Wer wissen will, wie die DDR im Kleinen gewesen ist, sollte diesen Film sehen, er schließt die Republik in Bernstein ein.“

## DVD-Veröffentlichung
Der Film wurde 2007 von der Filmgalerie 451 und dem Filmmagazin Schnitt in der Reihe Debütfilme auf der Doppel-DVD Stilles Land unter „Extras“ veröffentlicht.